# Động đất kép
Các nhà địa trấn học đôi khi gọi một cặp động đất xảy ra tương đối gần nhau trong không gian và thời gian là động đất "kép". Nó khác với dư chấn. Dư chấn thường có độ lớn nhỏ hơn và xảy ra cùng địa điểm với động đất chính, động đất kép thường xảy ra ở các vị trí khác nhau. Trận động đất đầu tiên có thể có khoảng cách về không gian và thời gian tương đối lớn so với trận động đất thứ hai. Độ lớn của trận động đất thứ hai có thể lớn hơn trận động đất thứ nhất một chút. Loại động đất này xảy ra một hoặc hai lần một năm và hiếm hơn nhiều động đất bình thường. Ở những vùng dễ bị xảy ra động đất thường không có kế hoạch chuẩn bị trước cho động đất kép vì nó hiếm khi xảy ra. Tuy nhiên, khi nó xảy ra nó có tiềm năng phá huỷ lớn.
Một trận động đất kép xảy ra khá gần đây ở ngoài khơi quần đảo Kuril Nhật Bản cuối 2006 đầu 2007, nơi đã không có một trận động đất quy mô lớn từ 1915. Trận động đất đầu tiên xảy ra ngày 15 tháng 11 và có độ lớn 8,3. Không lâu sau đó hoạt động địa chấn này bắt đầu ở mảng Thái Bình Dương nơi mà trận động đất xảy ra lần hai ngày 13 tháng 1, có độ lớn 8,1. Chỉ có một người bị thương từ trận động đất thứ nhất và không có ai bị thương trong trận động đất thứ hai vì chúng đều xảy ra ở đại dương. Tuy nhiên, mỗi trận động đất tạo ra một cơn sóng thần. Trận động đất ngày 15 tháng 11 tạo ra một cơn sóng thần đánh vào bờ biển California gây ra thiệt hại khoảng $500.000- $1.000.000. Cũng có những ví dụ về động đất ba ví dụ như động đất Mindanao 2010.